# Балка Каунова
Балка Каунова — балка (річка) в Україні в Устинівському районі Кіровоградської області. Ліва притока річки Березівки (басейн Південного Бугу).

## Опис
Довжина балки приблизно 20,17 км, найкоротша відстань між витоком і гирлом — 16,36 км, коефіцієнт звивистості річки — 1,23. Формується декількома струмками та загатами. На деяких ділянках балка пересихає.

## Розташування
Бере початок у селі Криничне. Тече переважно на південний захід і в селі Сонцеве впадає в річку Березівку, ліву притоку річки Інгулу.

## Цікаві факти
- У XX столітті на балці існували газгольдери та газові свердловини[2].